# セレーナ・ゴメス
セレーナ・マリー・ゴメス（英: Selena Marie Gomez、1992年7月22日 - ）は、アメリカ合衆国の女優、歌手、ユニセフ親善大使。身長165cm。

## 概略
ディズニー・チャンネルのオリジナルドラマ『ウェイバリー通りのウィザードたち』のアレックス・ルッソ役で最も知られる。ディズニー・チャンネル・オリジナル・ムービー『ウェイバリー通りのウィザードたち ザ・ムービー』でも主役を演じた。
女優である一方で、ポップロックバンド「セレーナ・ゴメス&ザ・シーン」のボーカルを務め、2008年にレコード会社ハリウッド・レコードと契約を締結、その後インタースコープ・レコードに移籍し、2025年までに6作のアルバムを発売した。

## 来歴

### 生い立ち
1992年7月22日アメリカ合衆国テキサス州グランドプレーリーで、メキシコ人の
リカルド・ゴメス(当時17歳)とイタリア系アメリカ人母マンディー・ティーフェイ(当時16歳)の元に生まれる。
5歳の時、両親が離婚しマンディーに引き取られる。

### 女優

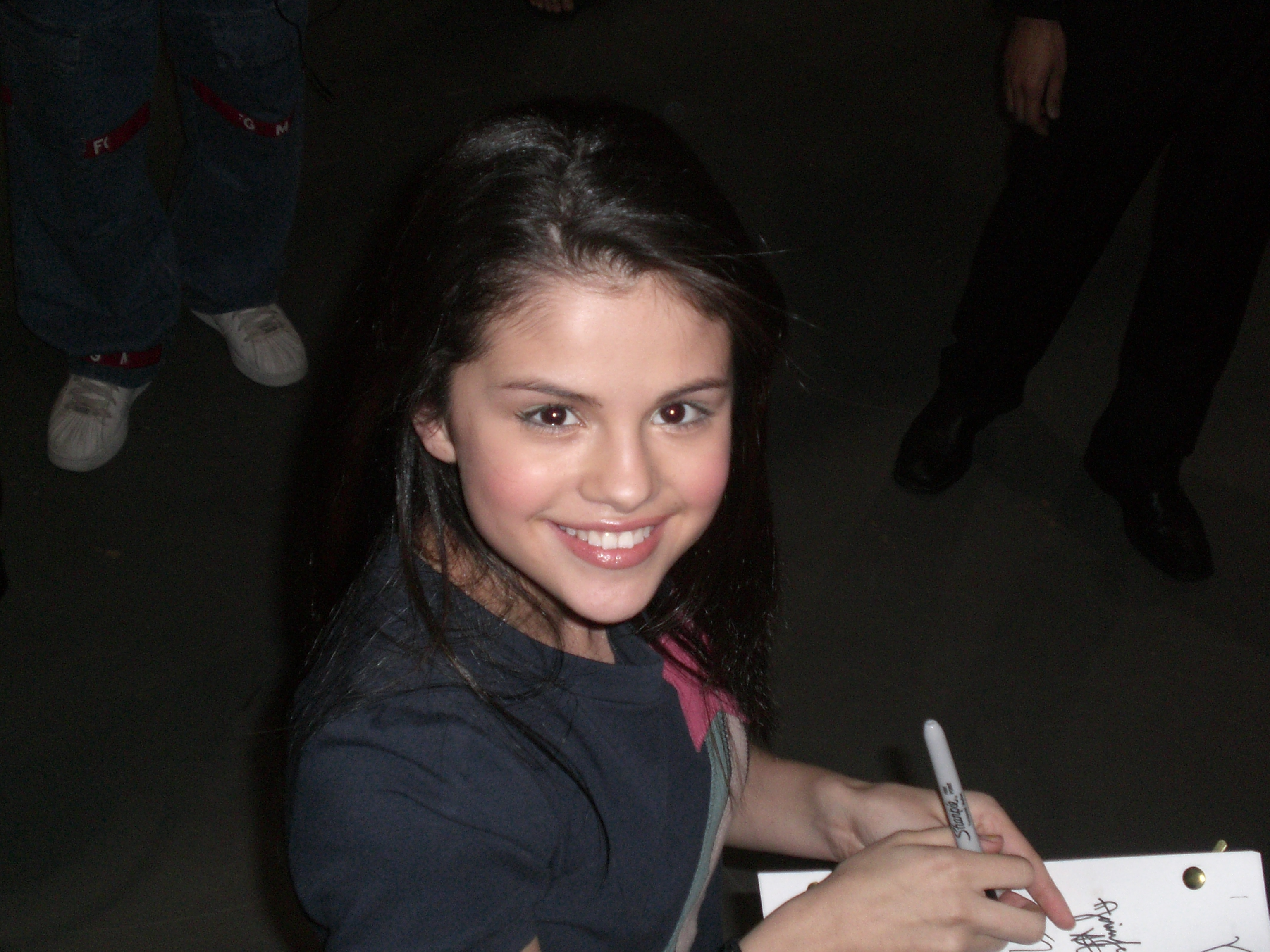
2007年4月『ウェイバリー通りのウィザードたち』第1話撮影中のスタジオにて

劇場演劇に出演していた母マンディを見て演技に興味を持ち女優を目指すようになる。
小学生になって間もない7歳の時に子役として活動を開始し、テレビドラマ『バーニー&フレンズ』のギアナ役でデビューを果たす。
その後、2003年に『スパイキッズ3-D:ゲームオーバー』の端役で映画デビュー。
2004年、アメリカのディズニー・チャンネルに見出され、2006年に『スイート・ライフ』にゲスト出演し、2007年に『シークレット・アイドル ハンナ・モンタナ』シーズン2から3にかけて出演した。同年、『ウェイバリー通りのウィザードたち』の主役3人の内の1人アレックス・ルッソ役に抜擢され、知名度を増す。
永遠の魔法使いの座をかけ3兄弟で最後のテストで競う最終回エピソードは米国で約980万人が視聴する記録となった。
2008年、ヒラリー・ダフ主演映画『シンデレラ・ストーリー』（2004年公開）の続編である『シンデレラ・ストーリー2:ドリームダンサー』に出演し、同年、その一方でアニメ映画『ホートン ふしぎな世界のダレダーレ』の市長の96人の娘の内の1人という役で出演するなど、活動を活発化させた。4月に雑誌『フォーブス』のレイシー・ローズが発表した「8人の子役スターランキング」に選出され、ローズはゴメスを「多芸多才なティーン」と評価している。
ディズニー社長ゲイリー・マーシュよりディズニー・チャンネル・オリジナル・ムービー『キャンプ・ロック』の主演のオファーがあったがそれを断りデミ・ロヴァートがヒロイン役を演じる。
2009年6月に、デミ・ロヴァートと共に同放送『プリンセス・プロテクション・プログラム』に主演。その1ヵ月後に、『ウェイバリー通りのウィザードたち ザ・ムービー』に出演。
「アクションシーンは全部自分でやったので、すごく楽しかった。」と述べている。全米の初回放送は1,140万人の視聴者を記録した。
同年、同じくディズニーチャンネルの『サニーwithチャンス』第1シーズン第13話「スター登場」に本人役としてゲスト出演した。
実写と3DCGアニメーションで構成された三部作の映画『アーサーとミニモイの不思議な国』（2006年）の続編となる『アーサーと魔王マルタザールの逆襲』と翌2010年、第三作目の『アーサーとふたつの世界の決戦』でセレニア王女の声を演じた。
2010年、家族の絆を描いたファミリードラマ映画『ラモーナのおきて』で妹役ジョーイ・キングの姉ビーザスを演じた。
2011年、米国、フランス、モナコが舞台のロマンティック・コメディ映画『恋するモンテカルロ』で主演を務め米国人グレースと英国人コーデリアの二役を演じている。
人形劇コメディ映画『ザ・マペッツ』で本人役としてカメオ出演している。
2012年、ドラキュラの娘メイヴィスの声を務めた3DCGアニメーション映画『モンスター・ホテル』が公開され、全世界358,375,603ドルの興行収入を記録した。2015年に続編『モンスター・ホテル2』 が公開され9月作品の歴代興行収入オープニング記録第1位を獲得している。
ハーモニー・コリン監督・脚本の映画『スプリング・ブレイカーズ』に出演、ジェームズ・フランコ、ヴァネッサ・ハジェンズ、アシュレイ・ベンソンと共演する。
『帰ってきたウィザードたち アレックスvs アレックス』では製作総指揮も努め、2013年11月30日に日本初放送された。
2013年、教育を求めて立ち上がる7か国7人の少女たちを追ったドキュメンタリー作品『Girl Rising -少女たちの挑戦-』でナレーション(シエラレオネの少女)を務めている。
チリ地震を描いたスリラー映画『アフターショック』にカメオ出演。
アクション映画『ゲッタウェイ スーパースネーク』でイーサン・ホークと共演している。
2014年、コメディ映画『そんなキミに恋してる』ではナット・ウルフ演じる主人公が憧れる高校生ニーナを演じた。
サンダンス映画祭で上演されたドラマ映画『君が生きた証』でケイト役を演じ、日本では翌年2月21日劇場公開された。
2015年、1930年代が舞台のドラマ映画『疑わしき戦い』で初の母親役（リサ）を演じ、再びジェームズ・フランコと共演している。
ドラマ映画 『思いやりのすすめ』でポール・ラッドと共演している。同年撮影のドラマ映画『マネー・ショート 華麗なる大逆転』（出演ブラッド・ピット、クリスチャン・ベール、ライアン・ゴズリング）でカメオ出演をしている。
5月公開されたテイラー・スウィフトのミュージックビデオ「Bad Blood」ではスウィフト演じる Catastrophe を裏切る Arsyn 役を演じている。
9月にザック・エフロン主演映画『ネイバーズ2』（2016年）に女子大生役で出演している。

### モデル
スポーツウェアブランド adidas NEO (アディダス・ネオ)の広告塔とデザイナーを務めている。2015年6月にはヘアケア製品ブランドパンテーンと1年の契約金300万ドルで広告塔となる。2016年12月、ファッションブランドコーチと1000万ドルで契約、広告塔と製品デザインを務める。2017年9月にはスポーツブランドプーマと長期的なパートナーシップを発表。契約金は2年間で3000万ドルで同ブランドの顔となる。

## 音楽

### ソロ

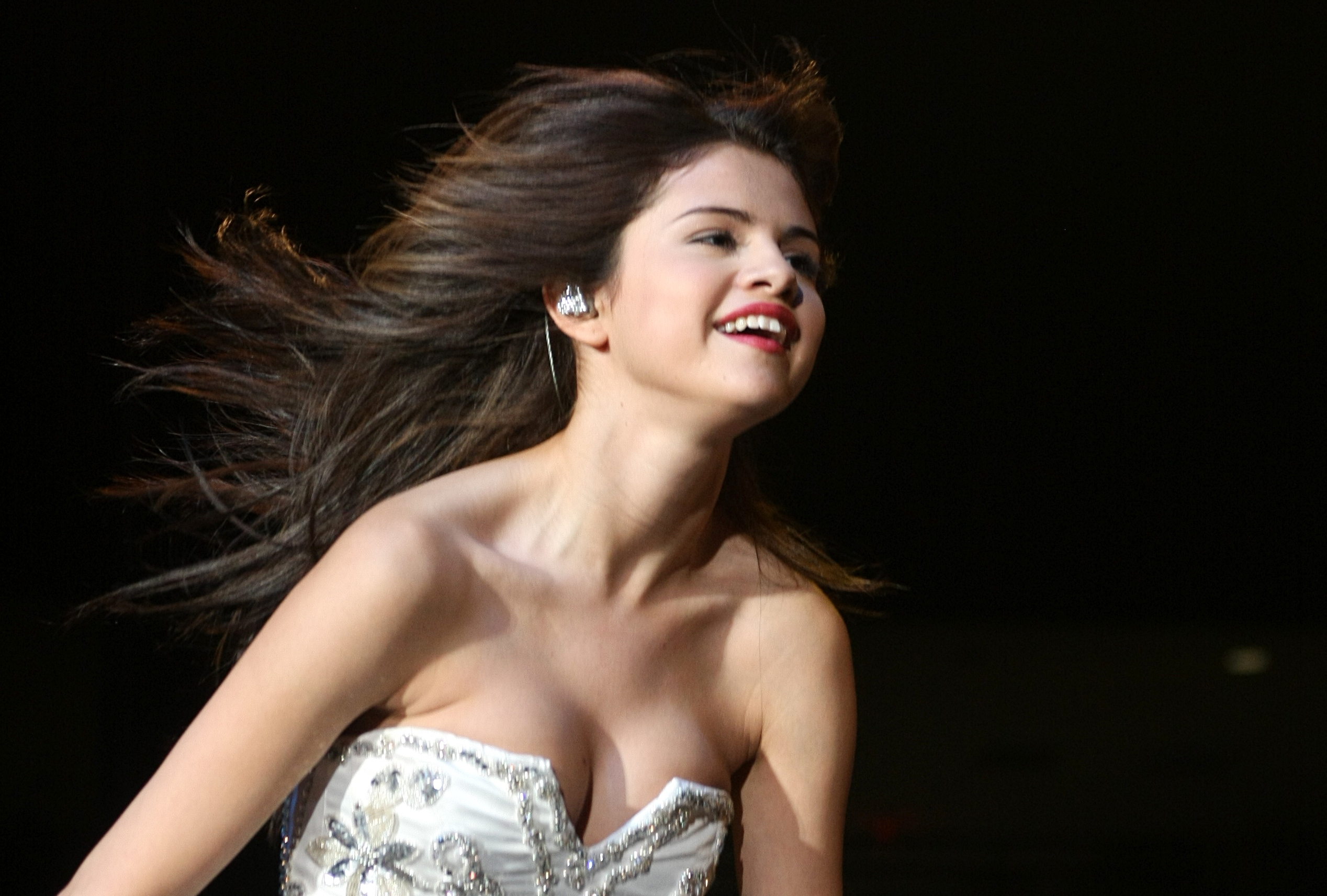
KISS 108 ジングル・ボール(2010年12月)

2008年、オムニバス・アルバム『ディズニーマニア6』収録のカバー曲「町のクルエラ」のレコーディングとミュージック・ビデオの撮影を行った。主演した映画『シンデレラ・ストーリー2:ドリームダンサー』のサウンドトラック収録の3曲と、アニメーション映画『ティンカー・ベル』サウンドトラック収録の「フライ・トゥ・ユア・ハート」をレコーディングした。
17歳の誕生日である2008年7月22日に、ディズニーが所有するレコード会社ハリウッド・レコードと契約を締結。2009年、ディズニー・チャンネル・オリジナル・ムービー『プリンセス・プロテクション・プログラム』で共演デミ・ロヴァートとデュエット「ワン・アンド・ザ・セイム」をレコーディングした。曲はオムニバス・アルバム『ディズニー・チャンネル・プレイリスト』に収録されている。
『ウェイバリー通りのウィザードたち』の作品で使用されている4曲をレコーディングしておりサウンドトラック『ウェイバリー通りのウィザードたち インスパイア・アルバム』が2009年8月4日(日本で同年10月7日)発売される。同年5月26日、フォーエヴァー・ザ・シッケスト・キッズのシングル「Whoa Oh! (Me vs. Everyone)」フィーチャリングソングがリリースされている。
2010年、オムニバス・アルバム『ディズニーマニア7』に「信じて欲しい」が収録されている。

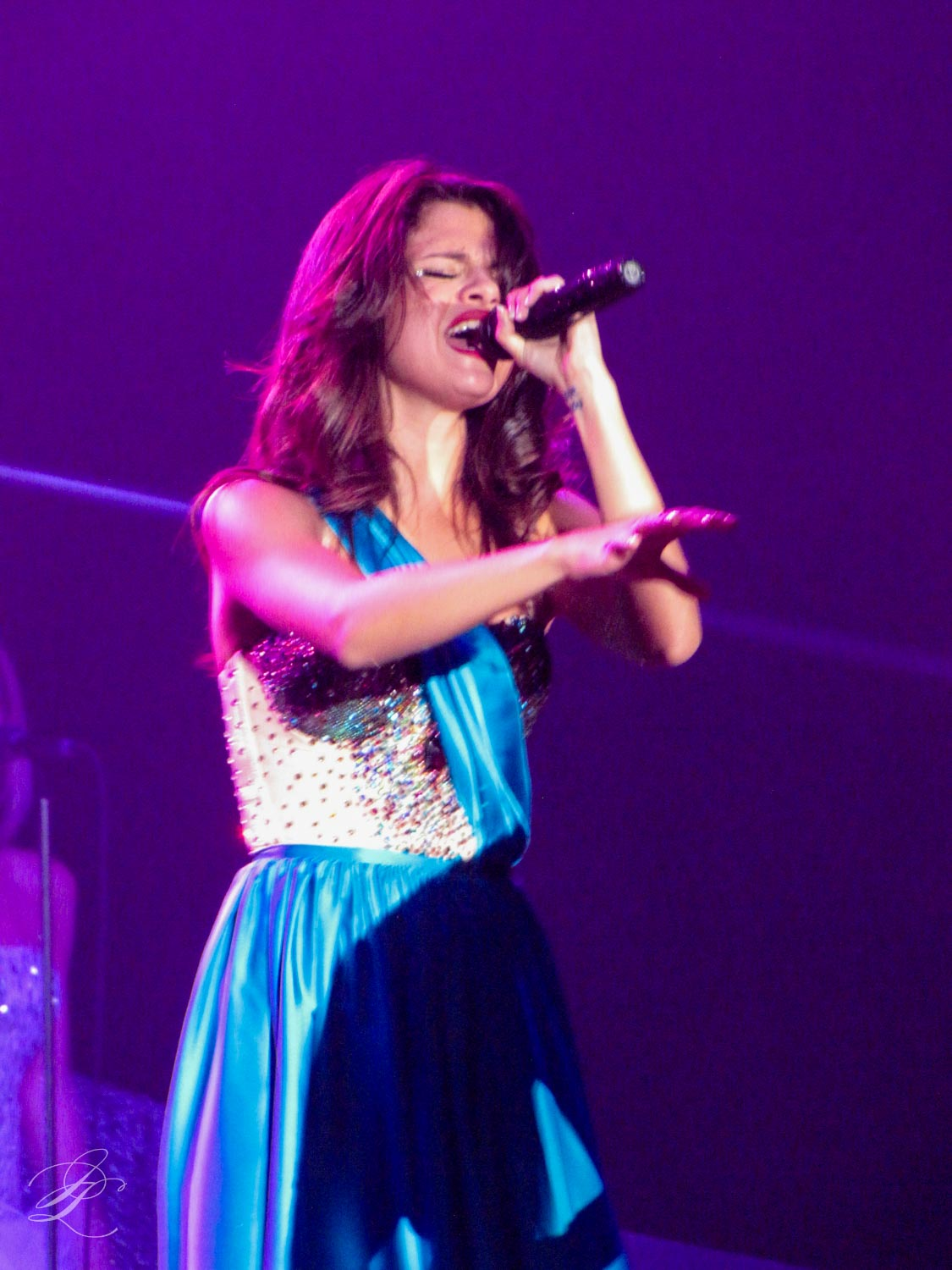
2013年

2013年7月23日(日本9月25日)にリリースされたソロ名義初のスタジオ・アルバム『スターズ・ダンス』が全米アルバムチャートビルボード200でデビュー初めての第1位を獲得する。4月に先行リリースされたシングル「カム&ゲット・イット」もビルボード Hot Dance Club Play チャートで全米1位を獲得。その後アルバムは300万枚売り上げ2014年3月31日付でアメリカレコード協会(略称: RIAA)から 3.00x マルチ・プラチナ認定された
同年8月発売されたセカンドシングル「スロー・ダウン」は Hot Dance Club Play チャートで第1位を獲得。その後、100万枚売り上げ2014年2月11日付でRIAAからプラチナ認定された。
米国で2014年11月24日(日本2015年3月4日)にコンピレーション・アルバム『フォー・ユー』がリリースされた。
アルバムからの先行シングル「ハートは自分がほしいものを求める」はビルボード・ホット・デジタル・ソングで5位となる。その後、100万枚売り上げ2015年1月16日付でRIAAからプラチナ認定された。
同年12月インタースコープ・レコードとレコード契約を締結したことが発表される。
2015年6月、シングル曲「グッド・フォー・ユー」がリリースされ31の国と地域の iTunes で第1位を獲得している。8月、ロサンゼルスのステイプルズ・センターで行われたテイラー・スウィフトのコンサートで「グッド・フォー・ユー」をデュエットで歌っている。
9月には音楽オーディション番組『ザ・ヴォイス』第9シーズンに歌手グウェン・ステファニーのチームアドバイザーとして参加している。
ハリウッド・レコードからインタースコープ・レコードに移籍して初リリースしたアルバム『リバイバル』が2015年10月9日に世界各国（日本10月16日）より発売となる。
米国で最初の週の終わりの15日までに11万7000枚を売り上げている。
2016年5月より「リバイバル・ツアー」公演を行うことが発表となる。
2015年11月開催のアメリカン・ミュージック・アワードでアルバムからの新曲を歌うことが発表される。
同年12月にヴィクトリアズ・シークレットファッションショーで歌のパフォーマンスをすることが発表となる。
2016年『リバイバル・ツアー』を行い、8月には東京国際フォーラムホールで訪日公演を行い約1万人のファンを魅了した。2017年2月、DJカイゴとコラボレーションシングル曲「イット・エイント・ミー」を発表。同年4月、自身が製作総指揮を務めるNetflixドラマ『13の理由』のサウンドトラックではシンセポップデュオヤズーの「Only You」をカバーしている。2017年6月、シングル曲「Bad Liar」のミュージックビデオで生徒、母親、父親、教師の四役を演じている。7月にラッパーグッチ・メインがフィーチャリング参加の「フェティッシュ feat. グッチ・メイン」を公開した。10月にDJマシュメロとのコラボレーション曲「ウルヴス」を発表、200万曲を売り上げてRIAAよりダブルプラチナ認定を受けた。2018年5月には『13の理由』シーズン2のサウンドトラックの1曲として「Back To You」をリリースした。2019年1月、シンガーソングライタージュリア・マイケルズのEP『インナー・モノローグ・パート1』収録曲「Anxiety」にフィーチャリング参加している。2月にはJ・バルヴィンとコラボレーションした楽曲「アイ・キャント・ゲット・イナフ（I Can’t Get Enough）」がリリースされた。
2019年、1年半ぶりのシングル 「 Lose You To Love Me 」と 「 Look At Her Now 」をリリース。
Lose You To Love Me が Billboard Hot 100 で1位を獲得し、彼女自身初のシングルでの全米1位を果たした。
2020年 セカンドアルバムとなる 「 Rare 」をリリース。 このアルバムに対して、「このアルバムは私の日記の様なもの」と発言し、前回のアルバムからの約4年間に起きたことが書かれている。
2025年 ソフィー・エリス・ベクスターのアルバム『Perimenopop』にライターの一人として参加。

### セレーナ・ゴメス&ザ・シーン

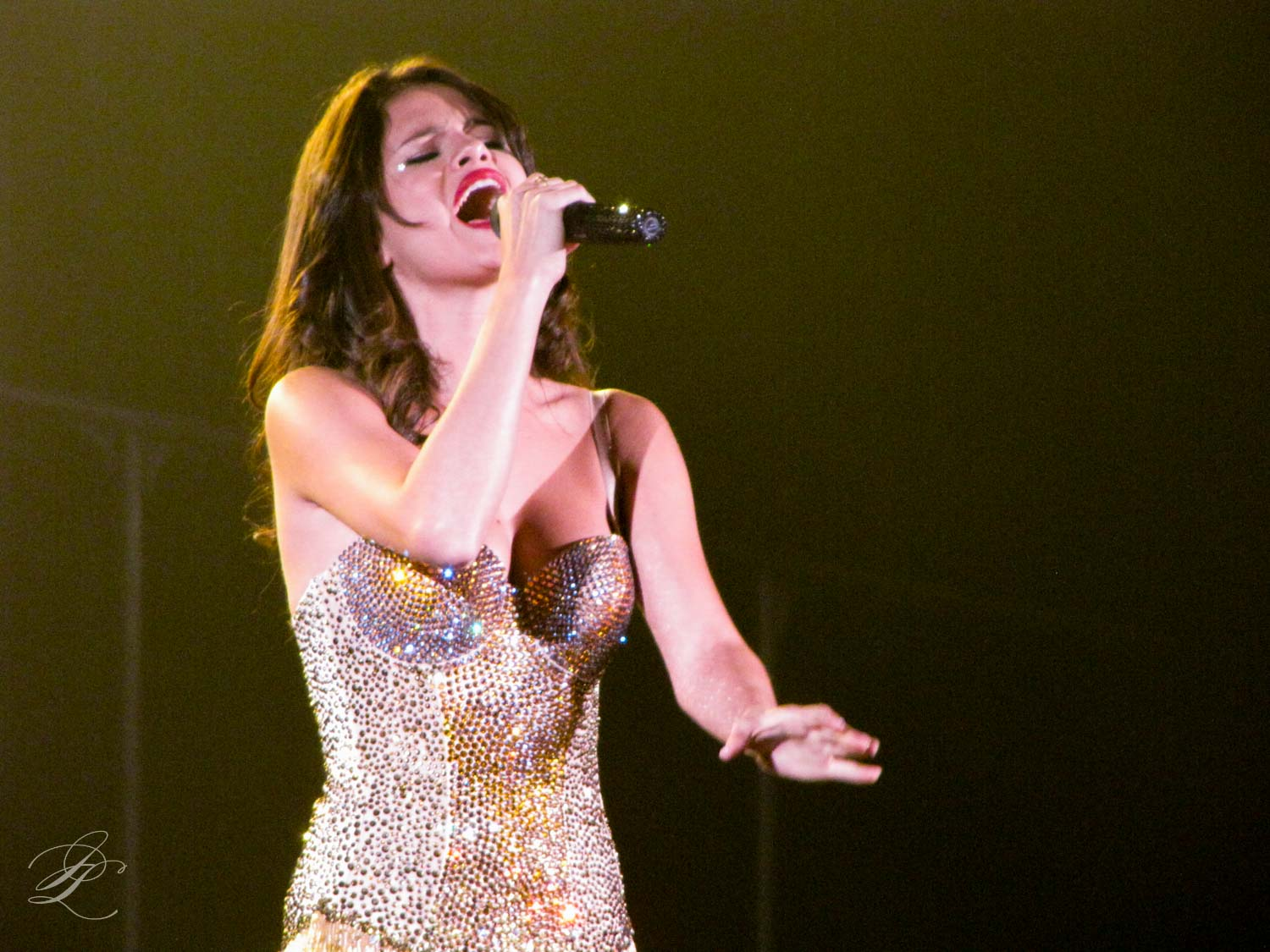
2011年

2009年に、ボーカルのゴメス、ギターのイーサン・ロバーツ、ベースのジョーイ・クレメント、ドラムのグレッグ・グレマン、キーボードのダナ・フォレスという10代のメンバーからなるポップバンド「セレーナ・ゴメス&ザ・シーン（別名セレーナ&ザ・シーン）」を結成。同年9月29日(日本で2010年2月24日)、ハリウッドレコードよりスタジオ・アルバム『キス&テル』でデビューを果たした。
発売1週目で約66,000枚売り上げ全米アルバムチャート、ビルボード200第9位デビューする。その後、2010年3月5日付でRIAAからゴールド認定される。
2010年2月1日リリースされたシングル「ナチュラリー」は ビルボード Hot Dance Club Play チャートで第1位を獲得。その後、400万枚売り上げ2014年7月23日付でRIAAから 4.00x マルチ・プラチナ認定される。
2010年9月21日(日本2011年1月26日)にリリースされたセカンド・アルバム『ア・イヤー・ウィズアウト・レイン』。発売1週目で前作と同数の約66,000枚売り上げ全米アルバムチャートビルボード200で第4位となる。その後、2011年1月19日付でRIAAからゴールド認定される。
2010年6月22日リリースの先行シングル「ラウンド・アンド・ラウンド」はその後、2013年6月11日付でRIAAからゴールド認定される。
2010年9月7日リリースのセカンド・シングル「ア・イヤー・ウィズアウト・レイン」はビルボード Hot Dance Club Play チャートで第1位を獲得。その後、200万枚売り上げ2013年6月11日付でRIAAから 2.00x マルチ・プラチナ認定される。
2011年2月下旬、母やバンドメンバーと共に初訪日している。約1週間滞在しテレビで歌のパフォーマンス、開催されたファン・ミーティングで日本の印象について「皆さん、とても親切で礼儀正しいです。そして、お買い物が楽しみです」と述べている。5月にディズニー・チャンネルで放映された「独占！セレーナ・ゴメス初来日 密着スペシャル！」で母と共に振袖姿を披露している。インタビューで尊敬するアーティストはブルーノ・マーズと答えている。
2011年6月28日(日本で同年9月14日)にリリースされたサード・アルバム『ホエン・ザ・サン・ゴーズ・ダウン』。発売1週目で約78,000枚売り上げは全米アルバムチャート、ビルボード200で第3位となる。その後、アルバムは同年11月17日付でRIAAからゴールド認定された。
2011年3月14日リリースの先行シングル「フー・セズ」はビルボード Hot Dance Club Play チャートで第11位となる。その後、300万枚売り上げ2013年6月11日付でRIAAから 3.00x マルチ・プラチナ認定された。
2011年6月17日リリースのセカンド・シングル「ラヴ・ユー・ライク・ア・ラヴ・ソング」は Hot Dance Club Play チャートで第1位を獲得。その後、400万枚売り上げ2013年5月9日付でRIAAから 4.00x マルチ・プラチナ認定された。
2012年1月20日リリースのサード・シングル「ヒット・ザ・ライツ」は Canadian Hot 100チャートで第55位となる。その後、100万枚売り上げ2013年6月11日付でRIAAからプラチナ認定された。

## 人物

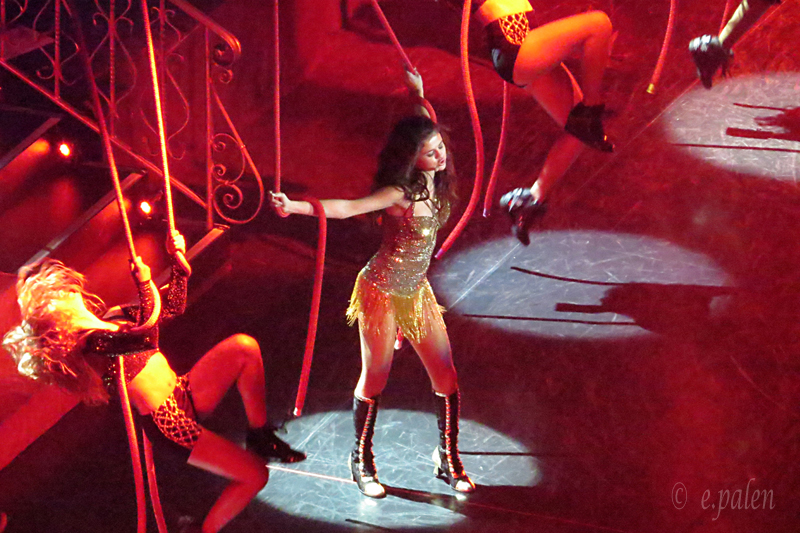
2013年

- ファーストキスの相手は『スイート・ライフ』撮影収録時、観客の前でディラン・スプラウスとした[100][101]。
- 自身のルーツで、メキシコ系アメリカ人の実父の母国語であるスペイン語を2009年ごろからロゼッタストーンで約一年ほどで習得し、2012年は自身の歌をスペイン語で歌う。
- 5匹の犬を飼っており、「大の愛犬家」を公言している[102]。
- 運転免許取得以降乗っていた、シルバーのFord Escapeから黒のBMW X5に乗り換えた。どちらもSUV。
- シャイア・ラブーフのファンである[103]。
- 2011年12月に母マンディが流産したことを明かした。妹はスカーレットという名づけられる予定だった[104][105]。
- 2012年2月24日、右手首に1stとなる、名前と職業に関連する音符のミニタトゥーを彫る。10月1日には首の後ろに母の生まれ年19「76」を意味するローマ数字の2ndタトゥー。2013年10月28日、フロリダのビーチで日光浴をしているのを撮られ、右太ももに新しくタトゥーがあるのを発見された。その後ラジオ番組に出演した際タトゥーの意味を説明した。『I can do all things through Christ who strengthens me.』と彫られ、好きな聖書の一節（ピリピ人への手紙4章13節）で「私を強くして下さる方によって、どんなことでもできる。」という意味。セレーナにとって三つ目となるこのタトゥーは実は一年以上前に入れており、そうなると、ファーストタトゥーから一年以内に全てを彫り込んだことになる。
- 身長は165cmあり、地毛はブラックの癖毛で、ダークブラウンの瞳と目頭の深い切れ込みと右の胸上にホクロが特徴。
- 2013年6月12日に異父妹のグレイシー・エリオット・ティーフェイが誕生した[106]。

### 健康状態
- 2015年10月8日発売のビルボード誌にて、難病の全身性エリテマトーデス(ループス）によって化学療法を受けていたことを告白[107]。
- 2016年8月30日、健康上の理由で活動休止を発表するに当たり、以前公表したループスの治療による副作用によって、パニック発作やうつを引き起こしていることから、休養することが必要であると説明している[108]。10月、約2か月ぶりに公の場に姿を見せたレストランでゴメスは気さくにファンと写真やサインに応じ「親切で、フレンドリーで、（中略）スタッフ全員を敬っていた」[109]。ゴメスはファンにとても優しくしていたという[110]。
- 2017年、腎臓移植手術を受けた（後述、#フランシア・ライサと腎臓移植手術)
- ABCテレビで放映されている投資バラエティ番組『シャーク・タンク』[111]の大ファンであることを公言している。2019年7月には誕生日プレゼントとして同番組のスタジオ観覧権が贈られ、喜ぶ様子が自身のInstagramにて公開された[112]。

### 評価
セブンティーン誌が、2014年に最もパワフルな21歳以下の17人の女性セレブを発表した際には第1位になる。
2014年ティーン・チョイス・アワードでアルティメット・チョイス・アワードを受賞、スピーチでファンと母に涙声で感謝の言葉を述べた。
2017年9月、インスタグラムでフォロワー数が1億人に達した最初の人物として評価されタイム誌が選ぶ「世界を変える46人の女性」の一人として選出、同誌の表紙を飾った。同年11月には米ビルボードが選んだその年に最も活躍した女性アーティストに贈られる「ウーマン・オブ・ザ・イヤー」を受賞、若い人々へのお手本となる言動や、音楽活動、モデル、女優業など様々な方面での活躍が評価された。ハリウッド・リポーター・ビルボード・メディア・グループ代表のジョン・アマトはゴメスの選出理由として「セレーナは(音楽)チャートで急上昇しているだけでなく、若い女性たちに正直でいること、(人々に)お返しすること、自分の声を使うことに恐れないことをインスパイアし続けました」と述べている。

### 慈善活動

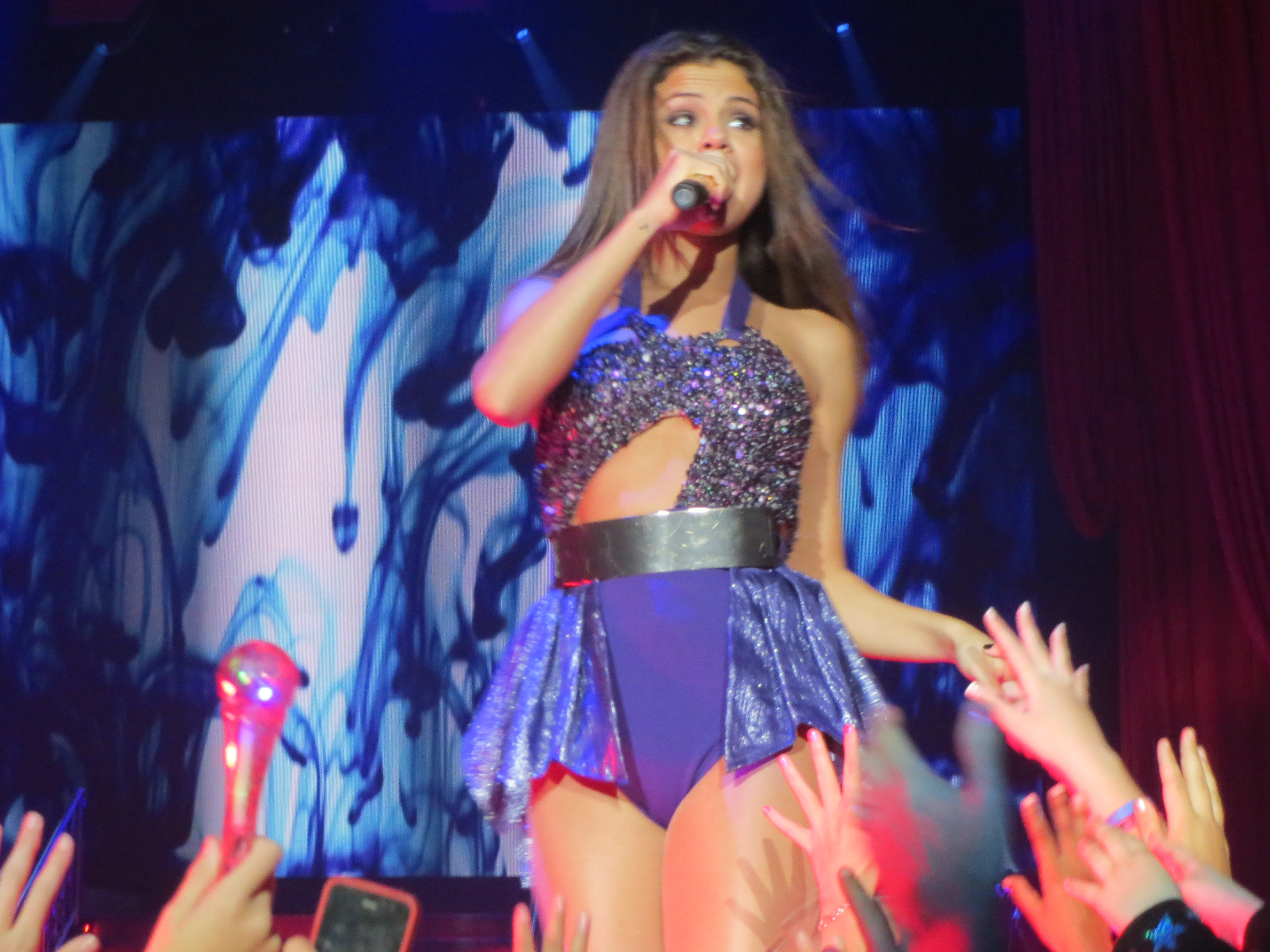
2013年

2009年9月ユニセフ親善大使に就任、開発途上国の子供たちのへの支援活動を行っている。
2012年春アフリカのサヘル地域を訪問し子供たちへの国際的支援を訴える。
2014年5月ネパールを訪問し搾取や虐待にあった子どもたちと面会した。
2012年4月ライアン・シークレストが設立したNPO団体「Ryan Seacrest Foundation」の親善大使に任命される。
2014年10月、カナダバンクーバーで開催された若者のための社会貢献チャリティーイベントで司会を務めた We Day で自身の体験を語り「自分と愛を信じて自信を持って生きよう」と呼びかけた。翌年4月イリノイ州で開催された We Day で共同ホストを務めている。
2015年6月にはミズーリ州カンザスシティで小児がんと闘う子供たちを支援するチャリティー募金イベントに参加している。
2016年12月24日、テキサス州クック子供医療センターを訪問、クッキーを配るなど子供たちと一緒に時間を過ごしたという。関係者は「E!ニュース」に「彼女は本当に優しく、子供達の扱いも実に上手でした。」（中略）「セレーナは素晴らしいし、誠実な方です。」と明かしている。
2017年10月14日、女優・歌手ジェニファー・ロペス、歌手マーク・アンソニーと元メジャーリーガーアレックス・ロドリゲスが共同司会を務めるチャリティーテレビ番組「One Voice: Somos Live!」に出演しハリケーンハービーやハリケーン・イルマ、そのあと発生したハリケーンマリアで大きな被害を受けた国々へ支援するための募金活動を行い2600万ドル（約30億円）の寄付金を集める。

## 交友関係
テイラー・スウィフトの親友の一人として知られているが、親友になったきっかけはジョナス・ブラザーズのコンサートで知り合った時だった。セレーナはドキュメンタリーの中で「業界のクールな女の子たちには馴染めない」とした上でテイラーを「業界でたった一人の友達」と呼んでいる。

### フランシア・ライサと腎臓移植手術
2017年、腎臓移植手術を受けた。ドナーは友人で女優のフランシア・ライサ。
だがその後セレーナとフランシアの間に不仲が噂された。フランシアの父は理由を探る取材に対して腎臓移植の後、セレーナが飲酒を行う事に対してフランシアが「飲み歩くために腎臓を提供したんじゃない」とセレーナに不満をぶつけていたと明かした。
更にセレーナが「この業界に友達はテイラーしかいない」とドキュメンタリーで発言したことを取り上げたInstagramの投稿に対してフランシアが「興味深い」とコメントしたことも不仲説に油を注いだ、これに対しセレーナは「知ってる人の名前を全員挙げなくてごめんなさいね」とその一件を取り上げたTikTok動画にコメントを残している。

### 友人や共演者からの評価

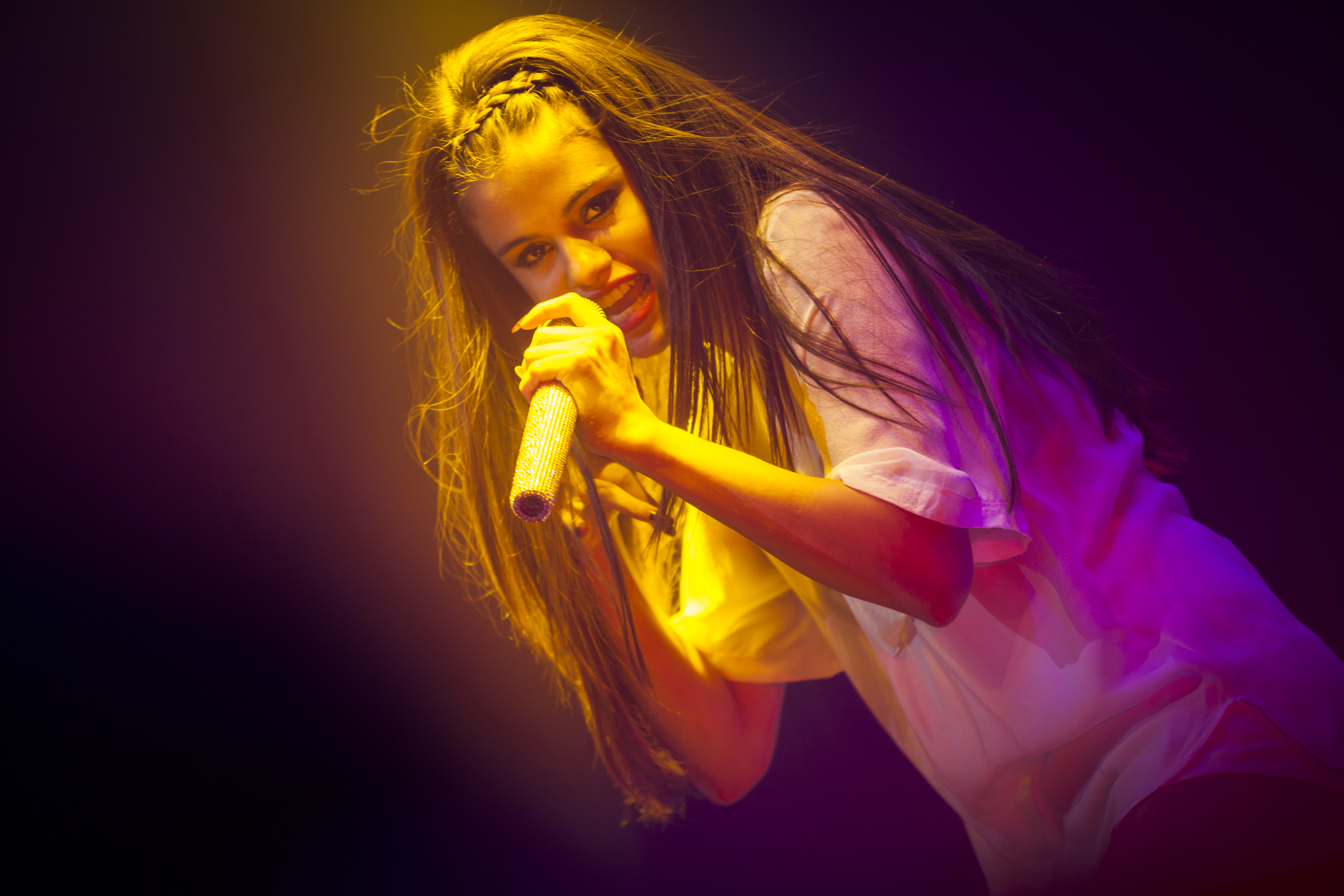
2013年

「セレーナはユニセフで働くことが大好きなの。彼女は中身も美しくて、素晴らしいのよ。彼女がどれだけ子供たちを気にかけて、どれだけ彼女の人生に響かせたか見たわ」と友人の女優ヴァネッサ・ハジェンズは2013年時点のインタビューで語った。
女優ジェニファー・アニストンは「お世話してあげたくなってしまうの」「セレーナはよく応援してくれるし、素晴らしい子よ」と評した。同じく女優のダヴ・キャメロンは、ゴメスを「最も素晴らしい人間。彼女は天使よ」と称している。
映画『デッド・ドント・ダイ』で共演した俳優ビル・マーレイはゴメスのことを「考えられないほど聡明で、優しくて、ナチュラルな人」と評した。

### その他

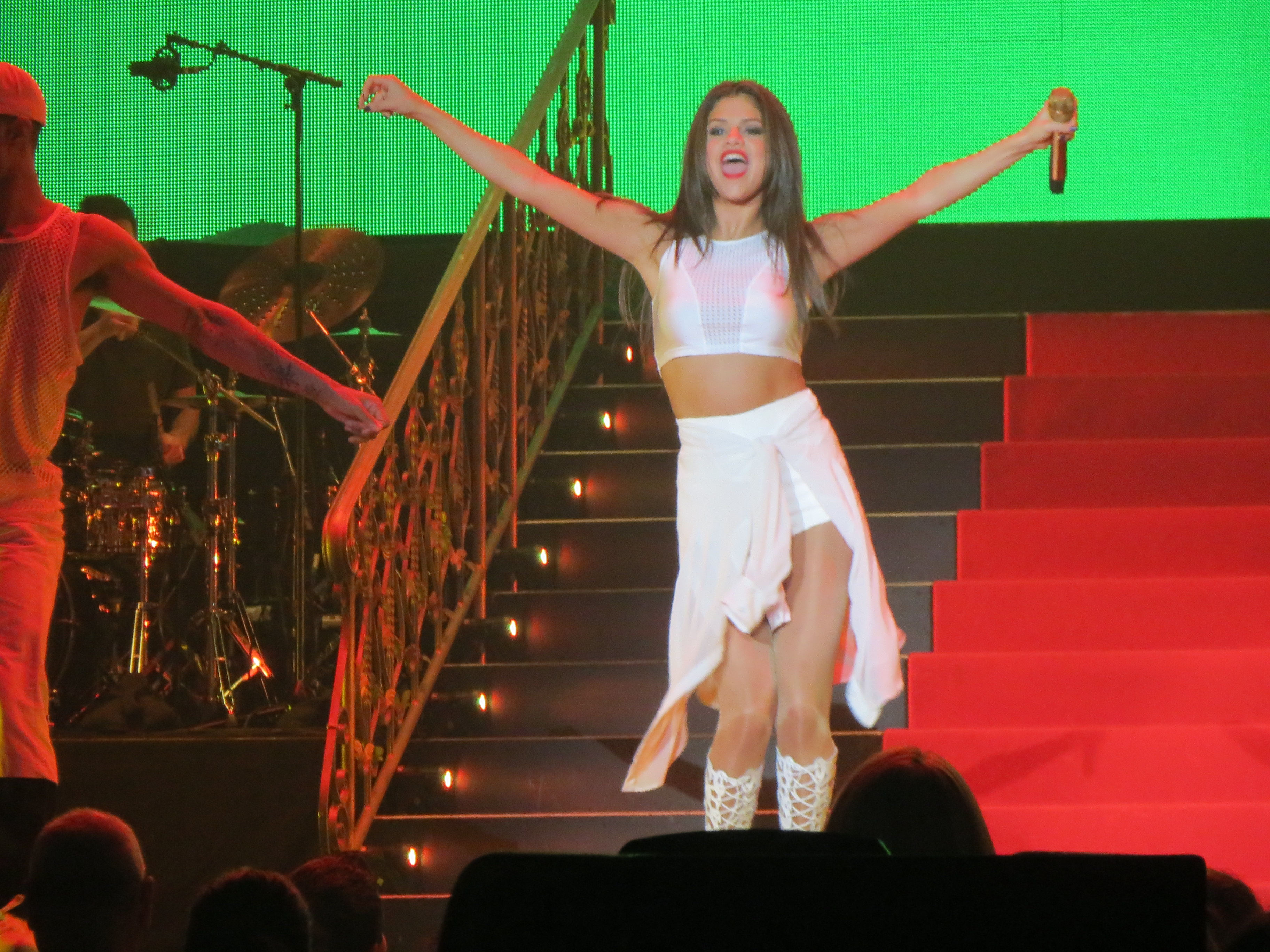
2013年

- 2016年6月10日、親しい友人の1人、クリスティーナ・グリミーがフロリダ州オーランドでコンサート後のファンとの交流の際に、銃撃され死亡した事件について、翌6月11日、自身のTwitterにて、「あなたが恋しい」と投稿し、同11日にマイアミにて行なわれたコンサートにて、泣きながらグリミーを追悼した[142]。

- ドラマ『バーニー&フレンズ』のオーディションで出会った女優のデミ・ロヴァートとは長い間、親友であった。2008年3月にロヴァートとYouTubeに投稿した動画が、マイリー・サイラスと彼女の親友マンディ・ジューローによってパロディにされ、主にエンターテインメントメディアの注目を浴びた。その報道の中にはゴメス、ロヴァートとサイラスの確執を噂するものがあったが[143]、ゴメス自身はそれを否定している[144]。そのデミとは忙しさから最近あまり交流がないが、デミ自身は雑誌のインタビューで「私がリハビリしてた頃、セレーナはとってもサポートしてくれたわ。」と語っている。
- 2014年の時点で、親しい友人はクリスティーナ・グリミー、ヴァネッサ・ハジェンズ[145]、アシュレイ・ベンソン[146]、カーラ・デルヴィーニュ[147]、ケンダル・ジェンナー[148]、ジジ・ハディット[148]、リリー・コリンズ[149]など。

## 主な出演作品
吹き替えは小林沙苗がほぼ専属で担当している

### 映画
| 年   | 邦題 原題                                                                         | 役名 | 備考                                         | 吹き替え                                 |
| ---- | --------------------------------------------------------------------------------- | --- | -------------------------------------------- | ---------------------------------------- |
| 2003 | スパイキッズ3-D:ゲームオーバー Spy Kids 3-D: Game Over                            | アクアパークのジュニに調査を依頼した少女 Waterpark Girl                                                     |                                              | TBA                                      |
| 2005 | 炎のテキサス・レンジャー リターンズ Walker                                        | ジュリー Julie                                                                                              | テレビ映画                                   | 無し                                     |
| 2008 | シンデレラ・ストーリー2:ドリームダンサー Another Cinderella Story                 | メアリー・サンティアゴ Mary Santiago                                                                        |                                              | 小林沙苗（ディズニー・チャンネル版のみ） |
| 2008 | ホートン/ふしぎな世界のダレダーレ Horton Hears a Who!                             | ヘルガ Helga                                                                                                | 声の出演                                     | TBA                                      |
| 2009 | アーサーと魔王マルタザールの逆襲 Arthur and the Revenge of Maltazard              | セレニア王女 Princess Selenia                                                                               | 声の出演                                     | 弓場沙織                                 |
| 2009 | プリンセス・プロテクション・プログラム Princess Protection Program                | カーター・メイスン Carter Mason                                                                             | ディズニー・チャンネル・オリジナル・ムービー | 小林沙苗                                 |
| 2009 | ウェイバリー通りのウィザードたち ザ・ムービー Wizards of Waverly Place: The Movie | アレックス・ルッソ Alex Russo                                                                               | ディズニー・チャンネル・オリジナル・ムービー | 小林沙苗                                 |
| 2010 | アーサーとふたつの世界の決戦 Arthur 3: The War of the Two Worlds                  | セレニア王女 Princess Selenia                                                                               | 声の出演                                     | 弓場沙織                                 |
| 2010 | ラモーナのおきて Ramona and Beezus                                                | ビーザス・クインビー Beatrice "Beezus" Quimby                                                               |                                              | 根本圭子                                 |
| 2011 | 恋するモンテカルロ Monte Carlo                                                    | グレース・アン・ベネット / コーデリア・ウィンスロップ・スコット Grace Ann Bennett / Cordelia Winthrop Scott |                                              | 藤村歩                                   |
| 2011 | ザ・マペッツ The Muppets                                                          | 本人 |                                              | 小林沙苗                                 |
| 2012 | モンスター・ホテル Hotel Transylvania                                             | メイヴィス Mavis                                                                                            | 声の出演                                     | 川島海荷                                 |
| 2013 | スプリング・ブレイカーズ Spring Breakers                                          | フェイス Faith                                                                                              |                                              | 秋元才加                                 |
| 2013 | アフターショック Aftershock                                                       | VIPの女の子 VIP girl                                                                                        | カメオ出演                                   | TBA                                      |
| 2013 | ゲッタウェイ スーパースネーク Getaway                                             | 少女 The Kid                                                                                                |                                              | 小林沙苗                                 |
| 2013 | Searching                                                                         | バイオレット Violet                                                                                         | 短編映画                                     | 無し                                     |
| 2014 | そんなキミに恋してる Behaving Badly                                               | ニーナ・ペニントン Nina Pennington                                                                          |                                              | 無し                                     |
| 2014 | 君が生きた証 Rudderless                                                           | ケイト・アン・ルーカス Kate Ann Lucas                                                                       |                                              | 無し                                     |
| 2015 | モンスター・ホテル2 Hotel Transylvania 2                                          | メイヴィス Mavis                                                                                            | 声の出演                                     | 川島海荷                                 |
| 2015 | マネー・ショート 華麗なる大逆転 The Big Short                                     | 本人 | [ 33 ]                                       | 兼田奈緒子                               |
| 2016 | 思いやりのススメ The Fundamentals of Caring                                       | ドット Dot                                                                                                  | [ 150 ]                                      | 遠藤綾                                   |
| 2016 | ネイバーズ2 Neighbors 2: Sorority Rising                                          | マディソン Madison                                                                                          |                                              | 小林沙苗                                 |
| 2016 | 疑わしき戦い In Dubious Battle                                                    | リサ・ロンドン Lisa London                                                                                  |                                              | 無し                                     |
| 2018 | モンスター・ホテル クルーズ船の恋は危険がいっぱい?! Hotel Transylvania 3          | メイヴィス Mavis                                                                                            | 声の出演                                     | 川島海荷                                 |
| 2019 | デッド・ドント・ダイ The Dead Don't Die                                           | ゾーイ Zoe                                                                                                  | [ 151 ]                                      | 無し                                     |
| 2019 | レイニーデイ・イン・ニューヨーク A Rainy Day in New York                          | チャン・タイレル Chan Tyrell                                                                                |                                              | 無し                                     |
| 2020 | ドクター・ドリトル Dolittle                                                       | ベッツィー Betsy                                                                                            | 声の出演                                     | 花澤香菜                                 |
| 2020 | ブロークン・ハート・ギャラリー The Broken Hearts Gallery                          | N/A | 製作総指揮                                   | N/A                                      |
| 2022 | モンスター・ホテル 変身ビームで大パニック! Hotel Transylvania: Transformania      | メイヴィス Mevis                                                                                            | 声の出演 兼製作総指揮                        | 川島海荷                                 |
| 2022 | セレーナ・ゴメス: My Mind & Me Selena Gomez: My Mind & Me                         | 本人 | ドキュメンタリー                             |                                          |
| 2024 | エミリア・ペレス Emilia Pérez                                                     | ジェシカ（ジェシー）・デル・モンテ                                                                          |                                              | 森千晃                                   |

### テレビ番組
| 年      | 邦題 原題                                                                          | 役名                          | 備考 | 吹き替え |
| ------- | ---------------------------------------------------------------------------------- | ----------------------------- | --- | -------- |
| 2002-04 | バーニー&フレンズ Barney & Friends                                                 | ギアナ Gianna                 | 14 エピソード | TBA      |
| 2006    | スイート・ライフ The Suite Life of Zack & Cody                                     | グウェン Gwen                 | 第2シーズン第22話「夏の夜の悪夢」 "A Midsummer's Nightmare"                                                                | TBA      |
| 2007-08 | シークレット・アイドル ハンナ・モンタナ Hannah Montana                             | ミケイラ Mikayla              | 第2シーズン第13話 「生意気なライバル」 第2シーズン第18話 「忘れられた大切な日」 第2シーズン第22話 「参上! アールおじさん」 | 小林沙苗 |
| 2007-12 | ウェイバリー通りのウィザードたち Wizards of Waverly Place                          | アレックス・ルッソ Alex Russo | 主演 | 小林沙苗 |
| 2008    | ディズニー・チャンネル ゲームズ Disney Channel Games                               | 本人                          | イエローチームの一員 | 小林沙苗 |
| 2008    | Jonas Brothers: Living the Dream                                                   | 本人                          | 第1シーズン第7話 "Hello Hollywood"                                                                                         | 無し     |
| 2008    | スタジオDC:オールスター・ライブ Studio DC: Almost Live                             | 本人                          | 第1シーズン第2話 "The Second Show"                                                                                         | 無し     |
| 2009    | スイート・ライフ オン・クルーズ The Suite Life on Deck                             | アレックス・ルッソ Alex Russo | エピソード:「ハンナもウィザードもクルーズでGO」 "Double-Crossed"                                                           | 小林沙苗 |
| 2009    | サニーwithチャンス Sonny with a Chance                                             | 本人                          | 第1シーズン第13話 「スター登場」 "Battle of the Networks' Stars"                                                           | 小林沙苗 |
| 2011    | PrankStars                                                                         | 本人                          | 第1シーズン第1話 "Something to Chew On"                                                                                    | 無し     |
| 2013    | 帰ってきたウィザードたち アレックスvs アレックス The Wizards Return: Alex vs. Alex | アレックス・ルッソ Alex Russo | スペシャル、兼製作総指揮                                                                                                   | 小林沙苗 |
| 2014    | We Day                                                                             | プレゼンター/司会             | スペシャル (8th edition/9th edition)                                                                                       | 無し     |
| 2015    | ザ・ヴォイス                                                                       | 本人/メンター                 | 第9シーズン、グウェン・ステファニーのチーム                                                                                | 無し     |

### その他
| 年   | 邦題 原題                      | 役名     | 備考    | 吹き替え   |
| ---- | ------------------------------ | -------- | ------- | ---------- |
| 2022 | マーダーズ・イン・ビルディング | メイベル | [ 152 ] | 林原めぐみ |

## ディスコグラフィ

### スタジオ・アルバム
- キス&テル（2009年）[87]
- ア・イヤー・ウィズアウト・レイン（2010年）[90]
- ホエン・ザ・サン・ゴーズ・ダウン（2011年）[97]
- スターズ・ダンス（2013年）[56]
- リバイバル（2015年）[66]
- レア（2020年）[153]

### コンピレーション・アルバム
- フォー・ユー（2014年）[59]

### サウンドトラック
- Another Cinderella Story（2008年）[47]（英語）
- ウェイバリー通りのウィザードたち インスパイア・アルバム（2009年）[52]